# باغچه‌سرای (باشقیرستان)
باغچه‌سرای (انگلیسی: Bakhchisaray, Republic of Bashkortostan) یک شهرک در شهرستان تویمازینسکی استان باشقیرستان کشور روسیه است.